# 小行星5099
小行星5099（5099 Iainbanks）是一颗围绕太阳公转的小行星。1985年2月16日，亨利·德波鸿诺在拉西拉天文台发现了此天体。
这颗小行星的绝对星等为288.0986941847106等。